# Польське педіатричне товариство
Польське педіатричне товариство (пол. Polskie Towarzystwo Pediatryczne) — польське наукове товариство, спочатку засноване в 1908 році в Лодзі під назвою «Секція педіатрів Лодзинського медичного товариства». Під сучасною назвою діє з 1918 року.

## Опис діяльності
Відповідно до Статуту, метою створення та діяльності даного Товариства є:
- поширення медичних знань з особливим акцентом на медицині розвитку підростаючого покоління;
- участь у створенні програм для найкращого захисту здоров'я та інтересів дітей та молоді;
- підвищення наукового рівня та професійної кваліфікації педіатрів;
- поширення принципів деонтології та професійної етики;
- представлення інтересів всіх польських педіатрів;
- встановлення і підтримка співробітництва з профільними міжнародними організаціями[2].

### Види діяльності
- Товариство організовує конференції, симпозіуми та наукові зустрічі;
- проводить регулярні навчальні заходи;
- займається видавничою діяльністю;
- співпрацює з державними установами та органами системи озорони здоров'я щодо вирішення проблем розвиваючої медицини та педіатрії;
- робить заяви з питань, що стосуються охорони здоров'я дітей, підлітків та професійних інтересів педіатрів;
- організовує конкурси наукових робіт;
- присуджує премії за поширення наукових досягнень і кращі організаційні рішення в галузі охорони здоров'я дітей;
- делегує членів Товариства на міжнародні конгреси, з'їзди та симпозіуми[2].

### Склад
До складу Товариства входять 23 регіональних філії.

### Міжнародна співпраця
Товариство активно співпрацює з міжнародними медичними організаціями, є членом Європейської академії педіатрії (англ. European Academy of Paediatrics.

### Сьогодення
Головою Товариства є доктор медичних наук, професор Ярослав Перегуд-Погожельський.
Актуальна інформація про діяльність Товариства публікується на сайті www.ptp.edu.pl.